# Réseau échelette
Un réseau échelette est un réseau de diffraction plan ayant le profil en dents de scie et fonctionnant en réflexion. On l’éclaire avec une lumière monochromatique de longueur d’onde λ sous incidence normale. L’incidence par rapport aux facettes est donc égale à l’angle α de gravure du réseau. On observe à l'infini dans la direction faisant l’angle β avec la normale aux facettes. Le déphasage entre les rayons est donc de {\displaystyle \varphi =2\pi {\frac {\delta }{\lambda }}=2\pi {\frac {a}{\lambda }}\sin(\beta -\alpha )}

Les maxima d’intensité correspondent à {\displaystyle \varphi =2k\pi }. (k est l’ordre du maximum). L’amplitude de ces maxima est modulée par la fonction diffraction du miroir élémentaire. Contrairement aux réseaux classiques pour lesquels le maximum d’intensité se produit pour l’ordre 0 (qui donne une image non dispersée de la source), le spectre le plus intense est d’ordre non nul. Avec un choix correct de l’angle de taille, il est possible de concentrer un maximum d’énergie lumineuse dans un ordre non nul (pour lequel il y a dispersion en fonction de la longueur d’onde) et d’obtenir ainsi un spectre beaucoup plus lumineux qu’avec un réseau classique.
Un réseau échelette est aussi appelé réseau « blazé » (de l’anglais blaze = éclat). L'angle de blaze α dépend de la manière dont on utilise le réseau et de la gamme de longueur d'onde à observer. En pratique 70 % de l'énergie lumineuse peut être dirigée vers un ordre précis. 

## Lien
http://www.sciences.univ-nantes.fr/physique/perso/cortial/bibliohtml/resech.html